# .mg
.mg ist die länderspezifische Top-Level-Domain (ccTLD) des Staates Madagaskar. Sie existiert seit dem 25. Juli 1995 und wird vom sogenannten NIC-MG (Network Information Center Madagascar) verwaltet.

## Eigenschaften
Insgesamt darf eine .mg-Domain zwischen drei und 63 Stellen lang sein und nur alphanumerische Zeichen beinhalten. Die Vergabe erfolgt vollkommen automatisiert und dauert in der Regel nur wenige Stunden, ein Wohnsitz oder eine Niederlassung im Land sind nicht notwendig. Neben .mg existieren diverse Second-Level-Domains, beispielsweise .co.mg und .com.mg für Unternehmen oder .net.mg für Internet Service Provider.

## Weblink
- Website der Vergabestelle